# Самаєвка (селище)
Сама́євка (рос. Самаевка, ерз. Самаевка) — селище у складі Ковилкінського району Мордовії, Росія. Входить до складу Клиновського сільського поселення.
Населення — 654 особи (2010; 728 у 2002).
Національний склад станом на 2002 рік:
- росіяни — 83 %